# Jüdischer Friedhof (Karczew)

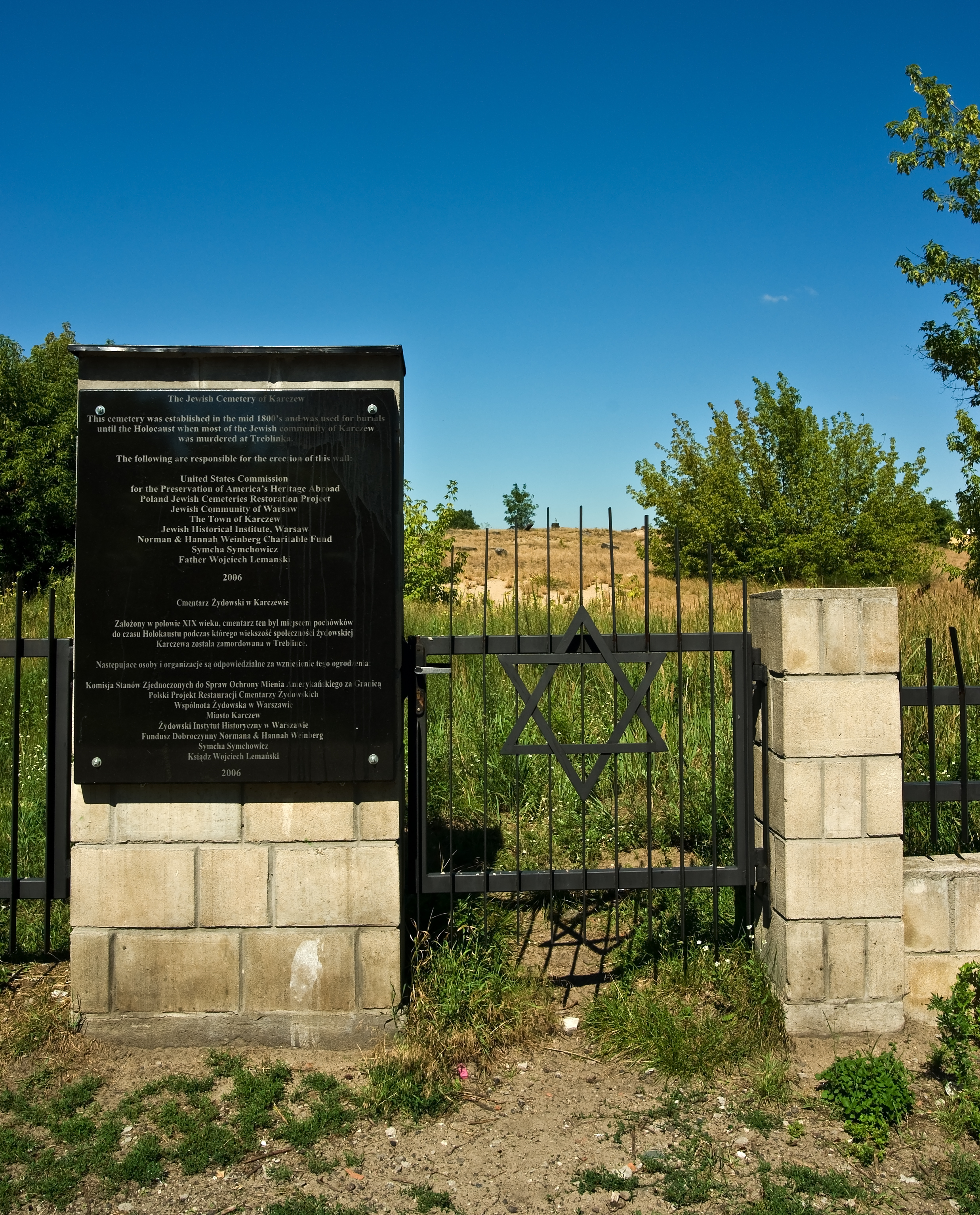
Eingang zum jüdischen Friedhof in Karczew

Der Jüdische Friedhof in Karczew, einer polnischen Stadt in der Woiwodschaft Masowien, wurde Anfang des 19. Jahrhunderts angelegt. Der jüdische Friedhof ist ein geschütztes Kulturdenkmal.
Der Friedhof wurde von den deutschen Besatzern im Zweiten Weltkrieg verwüstet. 
Auf dem zwei Hektar großen Friedhof sind heute noch etwa 200 Grabsteine erhalten.